# Oliver Reed
Robert Oliver Reed (Londres, 13 de fevereiro de 1938 – Valetta, 2 de maio de 1999) foi um ator britânico.
Seus pais eram Peter Reed, jornalista desportivo, e Marcia Napier-Andrews. Reed era sobrinho do diretor de cinema Carol Reed e neto do ator Herbert Beerbohm Tree com sua suposta concubina May Pinney Reed. Frequentou a Escola Ewell Castle no Surrey.
Depois de ter participado de dezenas de filmes desde a década de 1950, acreditou-se que a personagem Antonius Proximo, de Gladiador, reavivaria a carreira de Reed, famoso por suas participações em Oliver! (de Carol Reed, 1968) e Mulheres Apaixonadas (Ken Russell, 1969). Todavia, em 2 de maio de 1999, três dias antes da data prevista para encerrar sua participação no filme, Reed, conhecido por seus excessos com a bebida, morria aos 61 anos num pub da ilha de Malta, após uma tarde regada a uísque e quedas de braço de ferro com os marinheiros locais.
A perda de Reed abriu uma crise no set do filme de Ridley Scott. Como quase todas as suas cenas já estavam rodadas, e elas incluíam centenas de extras, foi descartada a ideia do recrutamento de outro ator para o trabalho. A solução, então, foi gastar US$ 3 milhões na recriação digital da figura do ator. Closes do rosto de Reed foram escaneados num computador e inseridos no corpo de um dublê, que fez as cenas que faltavam.

## Filmografia
- Hello London (1958)
- The Square Peg (1959)
- The Captain's Table (1959)
- Upstairs and Downstairs (1959)
- Beat Girl (1959)
- Life Is a Circus (1960)
- The Angry Silence (1960)
- The League of Gentlemen (1960)
- The Two Faces of Dr. Jekyll (1960)
- The Bulldog Breed (1960)
- Sword of Sherwood Forest (1960)
- His and Hers (1961)
- No Love for Johnnie (1961)
- The Rebel (1961)
- The Curse of the Werewolf (1961)
- Pirates of Blood River (1962)
- Captain Clegg (1962)
- The Scarlet Blade (1963)
- Paranoiac (1963)
- The Damned (1963)
- The System (1964)
- The Debussy Film (1965)(Ken Russell BBC)
- The Party's Over (1965)
- The Brigand of Kandahar (1965)
- The Trap (1966)
- The Jokers (1967)
- The Shuttered Room (1967)
- I'll Never Forget What's 'is Name (1967)
- Oliver! (1968)
- The Assassination Bureau (1969)
- Hannibal Brooks (1969)
- Women in Love (1969)
- Take a Girl Like You (1970)
- The Devils (1971)
- The Hunting Party (1971)
- Sitting Target (1972)
- Z.P.G. (1972)
- The Triple Echo (1972)
- Blue Blood (1973)
- The Three Musketeers (1973)
- Revolver (1973)
- One Russian Summer (1973)
- The Four Musketeers (1974)
- And Then There Were None (1974)
- Tommy (1975)
- Royal Flash (1975)
- The Great Scout and Cathouse Thursday (1976)
- Burnt Offerings (1976)
- The Sell Out  (1976)
- Crossed Swords (1977)
- The Class of Miss MacMichael (1978)
- Tomorrow Never Comes (1978)
- The Big Sleep (1978)
- The Brood (1979)
- Dr. Heckyl and Mr. Hype (1980)
- Lion of the Desert (1981)
- Condorman (1981)
- Venom (1981)
- The Sting II (1983)
- Fanny Hill (1983)
- Two of A Kind (1983)
- Clash of Loyalties (Al-Mas' Ala Al-Kubra) (1983)
- Black Arrow (1985)
- Castaway (1986)
- Captive (1986)
- Gor (1987)
- The Adventures of Baron Munchausen (1988)
- The Return of the Musketeers (1989)
- Treasure Island (1990)
- Funny Bones (1995)
- Parting Shots (1998)
- Jeremiah (1998)
- Gladiator (2000) (lançado postumamente)